# Măru (okręg Gorj)
Măru – wieś w Rumunii, w okręgu Gorj, w gminie Logrești. W 2011 roku liczyła 417 mieszkańców.